# 程坤源
程坤源（1920年—2007年），男，江苏武进人，中华人民共和国军事人物，中国人民解放军少将，曾任军事医学科学院政治委员。